# كريس كوران (لاعب كرة قدم)
كريس كوران (بالإنجليزية: Chris Curran)‏ هو لاعب كرة قدم بريطاني في مركز الدفاع، ولد في 17 سبتمبر 1971 في برمنغهام في المملكة المتحدة. لعب مع نادي إكزتر سيتي ونادي بليموث أرجايل ونادي توركي يونايتد ونادي ويموث ونيوبورت كونتي.